# 6월 20일
6월 20일은 그레고리력으로 171번째(윤년일 경우 172번째) 날에 해당한다.

## 사건
- 451년 - 카탈로니아 평원의 전투: 플라비우스 아이티우스가 훈족의 아틸라와 싸우다.
- 1667년 - 교황 클레멘스 9세, 제238대 로마 교황 즉위.
- 1685년 - 몬머스 반란: 제임스 스콧이 브리지워터에서 자신이 잉글랜드의 국왕임을 선언했다.
- 1789년 - 테니스 코트의 서약, 삼부회의 평민위원들이 테니스 코트에 모여 서약을 하다.(프랑스 혁명)
- 1791년 - 프랑스 혁명: 루이 16세와 왕실일가들이 파리 튈르리 왕궁을 탈출하여 해외 망명시도하다.
- 1792년 - 프랑스 혁명: 파리시민들이 왕궁을 습격하다.(이유:왕의 거부권 행사에 대한 반발, 왕실이 적국과 내통 의심)
- 1837년 - 빅토리아 여왕이 영국 왕위를 승계받다.
- 1960년 - 세네갈이 독립했다.
- 1975년 - 서울특별시 종로구 명륜동에서 이팔국 아내 살인 사건이 발생하다.
- 2004년 - 소티리오스 트람바스 대주교, 한국 정교회 제1대 교구장 착좌.

## 문화
- 1962년 - 양화대교가 착공됐다.
- 2003년 - 위키미디어 재단이 창립되다.
- 2004년 - 소티리오스 트람바스 수도 대주교가 초대 한국 정교회 수도 대주교에 착좌했다.
- 2008년 - 12년간 무정차 통과역으로 방치되었던 서울 지하철 5호선 마곡역이 영업을 시작했다.
- 2013년 - 삼성 라이온즈 소속 이승엽이 개인 통산 최다 352호 홈런을 날렸다. 이는 한국 선수 최다 신기록이었다.

## 탄생
- 1469년 - 제6대 밀라노의 공작 잔 갈레아초 스포르차. (~1494년)
- 1566년 - 폴란드의 국왕 지그문트 3세 바사(스웨덴 왕 시기스문드). (~1632년)
- 1634년 - 사보이아의 공작 카를로 에마누엘레 2세 디 사보이아 공작. (~1675년)
- 1819년 - 프랑스의 작곡가 자크 오펜바흐. (~1880년)
- 1873년 - 대한제국의 군인, 정치가 이동휘. (~1935년)
- 1879년 - 구니에다 히로시. (~1943년)
- 1902년 - 대한민국의 시인 정지용. (~1950년)
- 1905년 - 미국의 작가 릴리언 헬먼. (~1984년)
- 1909년 - 일본의 육상 단거리 선수 요시오카 다카요시. (~1984년)
- 1923년 - 독일의 유대계 미국인, 근대사상가이자 문화사학자, 역사학자 피터 게이. (~2015년)
- 1924년 - 미국의 음악가 쳇 앳킨스. (~2001년)
- 1925년 - 대한민국의 금융인 양재봉. (~2010년)
- 1926년 - 미국의 군인 오디 머피. (~1971년)
- 1928년
  - 미국의 배우 마틴 랜다우. (~2017년)
  - 프랑스의 정치인 장마리 르펜. (~2025년)
- 1929년 - 대한민국의 금융인 김건. (~2015년)
- 1930년 - 대한민국의 기업인 안유수. (~2023년)
- 1931년 - 대한민국의 기업인 이맹희. (~2015년)
- 1933년
  - 대한민국의 군인 출신 언론인 이도형. (~2020년)
  - 미국의 영화배우 대니 아이엘로. (~2019년)
- 1940년 - 미국의 배우 존 머호니. (~2018년)
- 1941년 - 대한민국의 법조인 한대현. (~2024년)
- 1942년 - 미국의 음악가 브라이언 윌슨. (~2025년)
- 1949년 - 미국의 싱어송라이터 라이오넬 리치.
- 1952년 - 미국의 배우 존 굿맨.
- 1954년 - 이스라엘의 우주비행사 일란 라몬.
- 1957년 - 대한민국의 성우 이진화.
- 1958년 - 대한민국의 배우 장정희.
- 1959년 - 대한민국의 성우 김현우.
- 1960년 - 대한민국의 교육가 출신 정치인 구논회. (~2006년)
- 1962년 - 대한민국의 교육인, 칼럼니스트 김진.
- 1964년 - 대한민국의 배우 장세진.
- 1966년 - 대한민국의 배우 전수환. (~2023년)
- 1967년
  - 대한민국의 배우 손종학.
  - 오스트레일리아의 배우 니콜 키드먼.
  - 대한민국의 기업인 한성숙.
- 1968년
  - 미국의 영화 감독 로버트 로드리게스.
  - 폴란드의 총리 마테우시 모라비에츠키. (~2023년)
  - 일본의 성우 치바 잇신.
  - 일본의 소설가 사기사와 메구무. (~2004년)
- 1969년 - 포르투갈의 축구 선수, 축구 감독 파울루 벤투.
- 1970년
  - 대한민국의 배우 조문정. (~1994년)
  - 대한민국의 가수, 배우, 작사가, 작곡가 강지훈.
- 1971년
  - 미국의 배우 조시 루커스.
  - 미국의 배우 조디 화이트.
- 1972년
  - 대한민국의 배우 박상아.
  - 대한민국의 가수 후니.
- 1975년
  - 대한민국의 정치인 오준호.
  - 일본의 가수, 배우 사카이 가즈요시.
- 1976년 - 베트남의 모델 응우옌투투이. (~2021년)
- 1977년
  - 대한민국의 축구인 김성근.
  - 세르비아의 축구인 라디샤 일리치. (~2025년)
- 1978년
  - 대한민국의 가수, 드러머 달리 (노브레인).
  - 대한민국의 배우 정가은.
  - 잉글랜드의 축구 선수 프랭크 램파드.
- 1979년 - 대한민국의 아나운서 이승민.
- 1981년 - 대한민국의 가수, 작곡가 리키 송
- 1982년 - 하스스톤의 前 디렉터 및 세컨드 디너 창립자 벤 브로드.
- 1983년
  - 일본의 배우 미카미 마사시.
  - 대한민국의 가수 길구.
  - 미국의 야구 선수 라이언 브론.
- 1984년 - 대한민국의 배우 이연두.
- 1985년
  - 대한민국의 아나운서 정지원.
  - 대한민국의 정치인 장종하. (~2023년)
  - 일본의 영화배우 아이부 사키.
- 1986년
  - 대한민국의 축구 선수 김태현.
  - 이탈리아의 축구 선수 루카 치가리니.
- 1987년
  - 대한민국의 미스코리아 하현정.
  - 대한민국의 배구 선수 김수지.
- 1988년
  - 일본의 가수 May J..
  - 웨일스의 배우 셰펄리 초두리.
- 1989년
  - 대한민국의 야구 선수 전우엽 (KIA 타이거즈).
  - 아르헨티나의 축구 선수 하비에르 파스토레.
- 1990년
  - 대한민국의 레이싱 모델 서아란.
  - 대한민국의 가수 케이플라워.
  - 미국의 농구 선수 파브 멜루. (~2017년)
- 1991년
  - 대한민국의 전직 리그 오브 레전드 프로게이머 HW4NG.
  - 세네갈의 축구 선수 칼리두 쿨리발리.
- 1992년 - 대한민국의 양궁 선수 김우진.
- 1993년
  - 대한민국의 레이싱 모델 차정아.
  - 대한민국의 리그 오브 레전드 프로게이머 헬리오스.
  - 보스니아 헤르체고비나의 축구 선수 세아드 콜라시나츠.
  - 프랑스의 펜싱 선수 막심 포티.
- 1994년
  - 대한민국의 배우 강태오 (서프라이즈).
  - 대한민국의 래퍼 머쉬베놈.
  - 중화민국의 배드민턴 선수 다이쯔잉.
- 1995년
  - 대한민국의 배우 이지원.
  - 대한민국의 배구 선수 최양비.
  - 대한민국의 배구 선수 김예지.
- 1996년 - 대한민국의 인터넷 방송인 너불.
- 1997년 - 대한민국의 골프 선수 이승민.
- 1998년 - 대한민국의 가수 김동하.
- 2000년 - 이라크의 축구 선수 모하나드 알리.
- 2001년
  - 미국의 배우 배기스 지여르나.
  - 포르투갈의 축구 선수 곤살루 하무스.
- 2002년
  - 대한민국의 야구 선수 장재영.
  - 대한민국의 가수 선샤인.
- 2003년
  - 대한민국의 농구 선수 심수현.
  - 일본의 가수 아야카. (NiziU)

## 사망
- 1597년 - 네덜란드의 항해사,탐험가 빌럼 바런츠. (1550년~)
- 1837년 - 영국 하노버 왕가의 5번째 국왕 윌리엄 4세. (1765년~)
- 1870년 - 프랑스의 비평가 쥘 드 공쿠르. (1830년~)
- 1916년 - 대한제국의 정치인, 외교관, 을사오적 박제순. (1858년~)
- 1917년 - 미국의 화학자 제임스 크래프츠. (1839년~)
- 1951년 - 대한민국의 시인, 문학가 김상용. (1902년~)
- 1963년 - 미국의 정치인 모드 프래지어. (1881년~)
- 1965년 - 미국의 정치인 버나드 바루크. (1870년~)
- 1994년 - 미국의 스피드 스케이팅 선수 존 패럴. (1906년~)
- 2001년 - 대한민국의 화가 김인승. (1910년~)
- 2005년 - 미국의 과학자 잭 킬비. (1923년~)
- 2010년 - 이란의 테러리스트 압돌말렉 리기. (1979년~)
- 2013년 - 미국의 배우 제임스 갠돌피니. (1961년~)
- 2016년 - 대한민국의 외교관 김재섭. (1945년~)
- 2017년 - 대한민국의 그래픽 디자이너 양승춘. (1940년~)
- 2018년 - 오스트레일리아의 골프 선수 피터 톰슨. (1929년~)
- 2021년 - 스페인의 축구 선수 루이스 델 솔. (1935년~)
- 2023년 - 대한민국의 성악가 최성봉. (1990년~)
- 2024년
  - 대한민국의 정치인 문병하. (1932년~)
  - 캐나다의 영화배우 도널드 서덜랜드. (1935년~)
  - 일본의 권투 선수 오기와라 치하루. (1957년~)
  - 미국의 영화배우 스모스 선수, 종합 격투기 선수 테일러 윌리. (1968년~)
- 2025년
  - 핀란드의 창던지기선수 파울리 네발라. (1940년~)
  - 코스타리카의 제34대 영부인 마리타 카마초 키로스. (1911년~)
  - 대한민국의 배우 이서이. (1982년~)
  - 미국의 정치인 블레이크 패런솔드. (1961년~)

## 기념일
- 세계 난민의 날(World Refugee Day)
- 국기의 날: 아르헨티나
- 웨스트버지니아 데이: 웨스트버지니아주
- 순교자의 날: 에리트레아
- 가스 섹터 데이(Day of the gas sector): 아제르바이잔

## 같이 보기
- 전날: 6월 19일 다음날: 6월 21일 - 전달: 5월 20일 다음달: 7월 20일
- 음력: 6월 20일
- 모두 보기